# 하프 시스터스
《하프 시스터스》(영어: The Half Sisters)는 2014년부터 2016년까지 방영된 필리핀의 드라마이다.